# Fabio Armiliato
Fabio Armiliato (Génova, 17 de agosto de 1956) es un tenor italiano con una consolidada carrera internacional.

## Biografía
Nacido en Génova, estudió en el Conservatorio Niccoló Paganini de su ciudad y debutó en 1984 como Gabriele Adorno en Simón Boccanegra (Verdi, en Génova) y como Licinio en La Vestale (Jesi). En 1990 participó en el ciclo Puccini de la Ópera de Flandes (Amberes) dirigido por Robert Carsen.
En 1993 debutó en el Metropolitan Opera House de Nueva York con Il Trovatore, volviendo más tarde con Aida, Cavalleria rusticana, Don Carlo, Simon Boccanegra, Fedora, Tosca y Madama Butterfly. Otros debuts son los del Teatro alla Scala de Milán, Opéra de Paris, Ópera de San Francisco, Teatro Real de Madrid, Teatro Colón de Buenos Aireso la Wiener Staatsoper. También se han convertido en carta de presentación del maestro Armiliato su Pinkerton de Madama Butterfly que ha interpretado en el New National Theatre de Tokio en una gira del Teatro dell’Opera de Roma. Su matrimonio con la soprano Daniela Dessì se ha concretado en una de las parejas artísticas fundamentales de la reciente historia de la ópera.
En las últimas temporadas ha cantado Andrea Chénier en Barcelona y Madrid, realizó debuts como Álvaro de La forza del destino en la Opéra de Montecarlo y como Rodolfo de Luisa Miller en la Ópera de Zúrich, La Fanciulla del West en Roma, Sevilla y en Torre del Lago, Norma en Bolonia, Cavalleria Rusticana en Florencia, Adriana Lecouvreur en Palermo, Manon Lescaut en Varsovia y Butterfly en Hannover. También canto en el Puccini 150th Anniversary Gala Concert en Nueva York.
En 2012, Armiliato participó, con un pequeño papel, en la película A Roma con amor de Woody Allen, interpretando a un agente de servicios funerarios cuya voz fuera de serie lo lleva a ofrecer recitales y a protagonizar la ópera Pagliacci de Ruggero Leoncavallo, cantando siempre en un cubo de ducha.

## Premios
- Gigli d'Oro, Asociación Beniamino Gigli
- Aureliano Pertile de Asti
- Cilea de Reggio Calabria
- Matassa d'Oro de Carpi
- Mazzoleni de Palermo

## Discografía
- La traviata. Orchestra del Teatro Regio di Parma. SoloVoce 2010
- Andrea Chénier: Fabio Armiliato (tenor), Daniela Dessì (soprano), Carlo Guelfi (barítono), Sviekoslav Sutej (director), Universal 2008.
- Romanze e Canzoni: Fabio Armiliato (tenor), Steven Mercurio (director), Decca 2007.
- Love Duets: Fabio Armiliato (tenor), Daniela Dessì (soprano), Marco Boemi (director), Philips 2005.
- Madama Butterfly: Fabio Armiliato (tenor), Daniela Dessì (soprano), Juan Pons (barítono), Plácido Domingo (director), Dynamic.
- Tosca: Fabio Armiliato (tenor), Daniela Dessì (soprano), Opus Arte 2004.
- Manon Lescaut: Fabio Armiliato (tenor), Daniela Dessì (soprano), Real Sound 2004.
- Aida: Fabio Armiliato (tenor), Daniela Dessì (soprano), Opus Arte 2004.
- Le Romanze ritrovate: Fabio Armiliato (tenor), Daniela Dessì (soprano), Real Sound 2004.
- A Tribute to Verdi: Fabio Armiliato (tenor), Marcello Panni (director), Real Sound 2001.